# GroEL

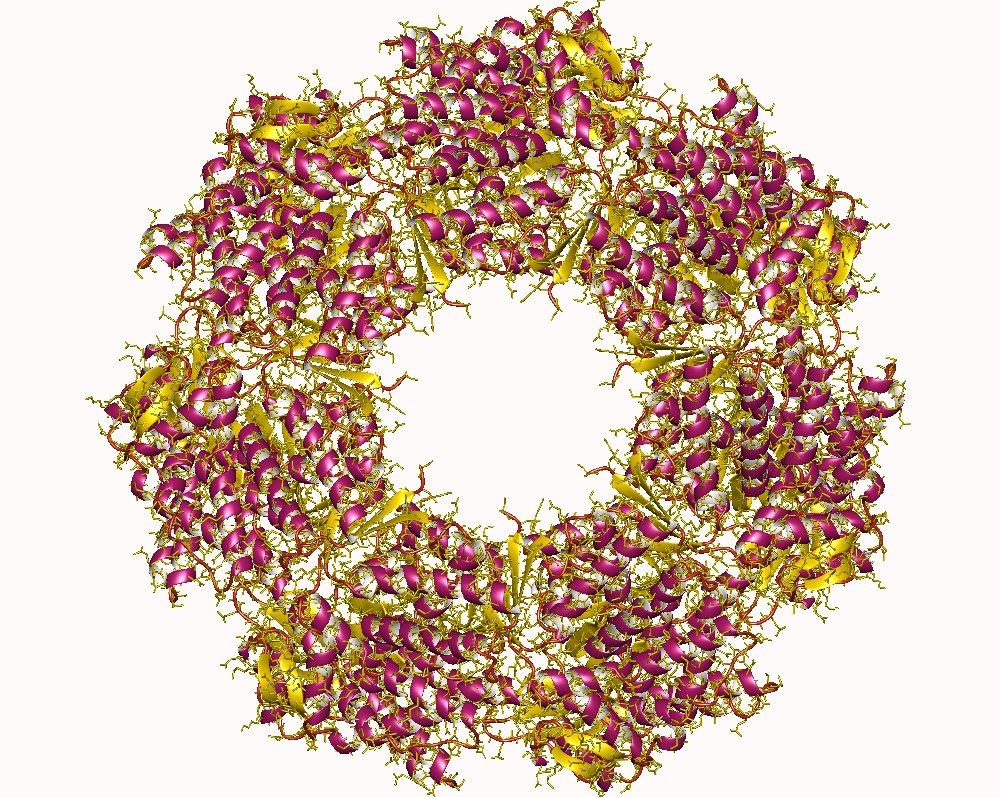
GroEL heptamer, E.Coli.

GroEL — білок-шаперонін родини молекулярних шаперонів, знайдений у великому числі видів бактерій. Цей білок важливий для вірного згортання багатьох білків. Для функціонування GroEL вимагає утворення комплексу з кришко-подібним білком GroES. У еукаріотів білки Hsp60 і Hsp10 структурно і функціонально ідентичні до білків GroEL і GroES відповідно.